# انفیلد ام۱۹۱۷
انفیلد ام۱۹۱۷ (به انگلیسی: M1917 Enfield) نوعی تفنگ جنگی آمریکایی ساخت شرکت اسلحه‌سازی اسپرینگفیلد بود که در سال ۱۹۱۷ طراحی و تولید شد.
این تفنگ گلوله‌های با کالیبر ۰.۳ اسپرینگفیلد را شلیک می‌کند.